# 職場をたずねて
『職場をたずねて』（しょくばをたずねて）は、NHK教育テレビジョンで1960年9月7日から1962年3月14日まで放送されていたテレビ番組。

## 概要
中学校・高等学校進路指導向け学校放送番組。

## 放送時間
| 期間     | 放送時間           |
| -------- | ------------------ |
| 1960年度 | 水曜日 15:00-15:30 |
| 1961年度 | 水曜日 15:30-16:00 |

## 出演者
- 荒川修

## 放送リスト
1960年度
- 1960年09月07日 将来をえらぼう
- 1960年09月14日 若いサラリーマン
- 1960年09月21日 織姫日記
- 1960年09月28日 油まみれの作業服
- 1960年10月05日 小さな手，大きなブラウン管
- 1960年10月12日 この製品 合格!
- 1960年10月19日 ジャック 1/2000
- 1960年10月26日 商品の山
- 1960年11月02日 毎度ありがとう
- 1960年11月09日 こちら110番です
- 1960年11月16日 発車オーライ
- 1960年11月30日 ぼくも経営者
- 1960年12月07日 海に生きる
- 1960年12月14日 白衣の天使と言われる日
- 1960年12月21日 どこに就職しょうか
- 1961年01月11日 就職の準備をしよう
- 1961年01月18日 古いのれん，新しい商法
- 1961年01月25日 売り場のえがお
- 1961年02月01日 ぼくの夢は建築士
- 1961年02月08日 カンヅメのすべて
- 1961年02月15日 村のサービスセンター
- 1961年02月22日 東京・大阪6時間
- 1961年03月01日 あすのヘヤースタイルを作る
- 1961年03月08日 ブルドーザーと取りくむ
- 1961年03月15日 就職を半月後にひかえて

1961年度
- 1961年04月12日 職場の人となるために
- 1961年04月19日 職場とはどんなところか 1
- 1961年04月26日 職場とはどんなところか 2
- 1961年05月10日 職場とはどんなところか 3
- 1961年05月17日 お茶くみ1年生
- 1961年05月24日 クレーンの下で
- 1961年05月31日 大空を行く
- 1961年06月07日 コンベアーを前に
- 1961年06月14日 ぼくはセールスマン
- 1961年06月21日 作物を科学する人
- 1961年06月28日 お菓子のこうずい
- 1961年07月05日 こだまする原始林
- 1961年07月12日 開拓地にいどむ
- 1961年07月19日 夏休みを職業選択に活用しよう
- 1961年09月06日 あなたはどんな職場をえらびますか
- 1961年09月13日 嵐を見守る
- 1961年09月20日 縁の下の力もち
- 1961年09月27日 機械をつくる機械
- 1961年10月04日 魚を相手に
- 1961年10月11日 農業試験場
- 1961年10月18日 時計の針は正確に
- 1961年10月25日 村の保健婦さん
- 1961年11月01日 ぼくは電車の運転士
- 1961年11月08日 部分品をつくる
- 1961年11月15日 石けんとわたし
- 1961年11月22日 職業訓練所
- 1961年11月29日 原材と取り組む
- 1961年12月06日 リベットのひびき
- 1961年12月13日 わたしは栄養士
- 1961年12月20日 あなたの選らんだ職業は?
- 1962年01月10日 職業と人
- 1962年01月17日 お手伝いさん 奨学女中さんのこのごろ
- 1962年01月24日 ハイウエイをつくる人びと
- 1962年01月31日 小さな工場で
- 1962年02月07日 一ぱいのコーヒー
- 1962年02月14日 海のおまわりさん
- 1962年02月21日 きょうは定休日
- 1962年02月28日 炎の中で
- 1962年03月07日 役場の人びと
- 1962年03月14日 就職をまじかにひかえて